# Laurits Larsen
Laurits Teodor Christian Larsen (Skelby, Guldborgsund, Selàndia, 8 d'abril de 1872 - Skelby, Selàndia, 28 de juny de 1949) va ser un tirador danès que va competir a començaments del segle xx.
El 1912 va prendre part en els Jocs Olímpics d'Estocolm, on disputà tres proves del programa de tir. Guanyà la medalla de bronze en la competició de rifle lliure per equips, 21è en la de pistola des de 50 metres i 33è en la de rifle lliure, 300 metres tres posicions.
Vuit anys més tard, als Jocs d'Anvers fou quart en la prova de pistola des de 50 metres.